# Wilhelm Hopf (Bibliothekar)
Wilhelm Hopf (* 27. Juli 1876 in Herborn; † 21. September 1962 in Kassel) war ein deutscher Bibliothekar.

## Wirken
Nach seiner Reifeprüfung am Gymnasium in Dillenburg studierte Wilhelm Hopf Geschichte, Germanistik und Evangelische Theologie an den Universitäten in Tübingen und Marburg. Seit 1894 gehörte er der schwarzen Verbindung Derendingia (seit 1897 Burschenschaft Derendingia Tübingen) an. Später wurde er auch Alter Herr der Burschenschaft Saxonia Hann. Münden. Im Jahre 1898 promovierte er an der Philipps-Universität Marburg. Zunächst war Hopf Lehramtskandidat an einem Gymnasium in Heidelberg. Im Jahre 1902 trat er als Voluntär an der Universitätsbibliothek Freiburg/Br. in den Dienst als wissenschaftlicher Bibliothekar ein. Von 1909 bis 1912 arbeitete er als Bibliothekar an der Universitätsbibliothek Rostock. 1912 wechselte er an die Landesbibliothek Kassel, von 1914 bis 1918 leistete er Kriegsdienst. Im Jahre 1921 wurde er Direktor der Landesbibliothek Kassel. Vergeblich bemühte er sich 1936/37 um eine Konzentration der wissenschaftlichen Bibliotheken in Kassel und Umgebung, vor allem um die Vereinigung der Landesbibliothek Kassel mit der Murhardschen Bibliothek. Wegen seiner Zugehörigkeit zu einer Freimaurer-Loge, deren Vorsitzender er war, verlor er 1938 dieses Amt und wurde in den Ruhestand versetzt. Allerdings durfte er als Angestellter weiterhin vor allem am Altbestand der Kasseler Bibliothek arbeiten. 1941 wurden die Bestände durch Bombenangriffe stark dezimiert, außerdem wurde das Bibliotheksgebäude zerstört. 
Wegen des Personalmangels im höheren Bibliotheksdienst setzte man Hopf 1944 als Direktor wieder in den Dienst ein. Nach der von 1947 bis 1949 erfolgten Einarbeitung seines Nachfolgers Wolf von Both trat Hopf endgültig in den Ruhestand. 
Aktiv tätig war Hopf außerdem im Verein für hessische Geschichte und Landeskunde und in der Historischen Kommission für Hessen.

## Schriften
- Landgraf Wilhelm VIII. von Hessen und England während der Jahre 1758 und 1759. Dissertation Universität Marburg 1898.
- Die amtliche Tätigkeit der Brüder Grimm an der Landesbibliothek Cassel. In: Zentralblatt für Bibliothekswesen, Bd. 39 (1922), S. 294–302.
- (Hrsg. und Mitautor): Die Landesbibliothek Kassel 1580–1930. Elwert, Marburg 1930.
- Hundert Jahre hessischer Geschichtsverein. Elwert, Kassel/Marburg 1934.
- Die Landgrafschaft Hessen und die Grafschaft Schaumburg. In: Schaumburger Heimat, Jg. 1939, H. 1, S. 1–27.